# Forlenbuckel
Der Forlenbuckel ist eine Binnendüne nördlich des Ortsteils Weiher der Gemeinde Ubstadt-Weiher in Baden-Württemberg. Der Name der etwa sieben Meter hohen Düne rührt von den im Volksmund auch als Forlen bezeichneten Kiefern her, die früher auf der Kuppe standen.

## Entstehung
Der Forlenbuckel entstand durch Flugsandverwehung in der letzten Eiszeit. Solche Binnendünen kommen in Baden-Württemberg vor allem an den Rändern der Hardtebenen in der Oberrheinischen Tiefebene vor.
Nach dem Zweiten Weltkrieg wurde die damals noch etwa zehn Meter hohe natürliche Sanddüne abgetragen und als Baumaterial verwendet.
Anfang der 1980er Jahre wurde als ökologische Ausgleichsmaßnahme für andere Projekte mit der Wiederherstellung des Forlenbuckels begonnen. Auf einer Fläche von rund 7.000 m² wurden 10.000 Tonnen Sand aufgehäuft und mit schweren Baumaschinen modelliert.
Seit der offiziellen Fertigstellung im Jahre 1993 hat sich auf dem nährstoffarmen, trockenen Untergrund eine wertvolle Sandrasenvegetation entwickelt, die mit regelmäßiger Pflege erhalten wird. Diese besorgt der Verein der Vogelfreunde Weiher, der die Patenschaft für das Biotop übernommen hat.
Der Forlenbuckel steht der Bevölkerung als Naherholungsgebiet zur Verfügung.